# Octadécaèdre
Un octadécaèdre est un polyèdre à dix-huit faces.
Quatre solides de Johnson possèdent dix-huit faces : la coupole octogonale allongée, l'orthobicoupole octogonale, la gyrobicoupole octogonale, et la sphénoméga-couronne.

## Dénombrement
Il existe 107 854 282 197 058 octadécaèdres convexes topologiquement distincts, à l'exclusion des images miroir, ayant au moins 11 sommets.

## En chimie inorganique
Dans la chimie inorganique du bore, le décaborane est un hydrure de bore de formule chimique B10H14. Les 10 atomes de bore du décaborane ont une structure moléculaire en forme d'octadécaèdre incomplet. D'odeur nauséeuse à la fois soufrée et chocolat, un isotope de cette molécule a été étudié par Luca Turin (en) qui a fait remplacer les atomes d'hydrogène par du deutérium. Cet isotope de même forme moléculaire n'a plus la même odeur que le décaborane initial. Luca Turin a considéré que cela était une preuve de sa théorie des vibrations moléculaires de l'olfaction.

## Exemples

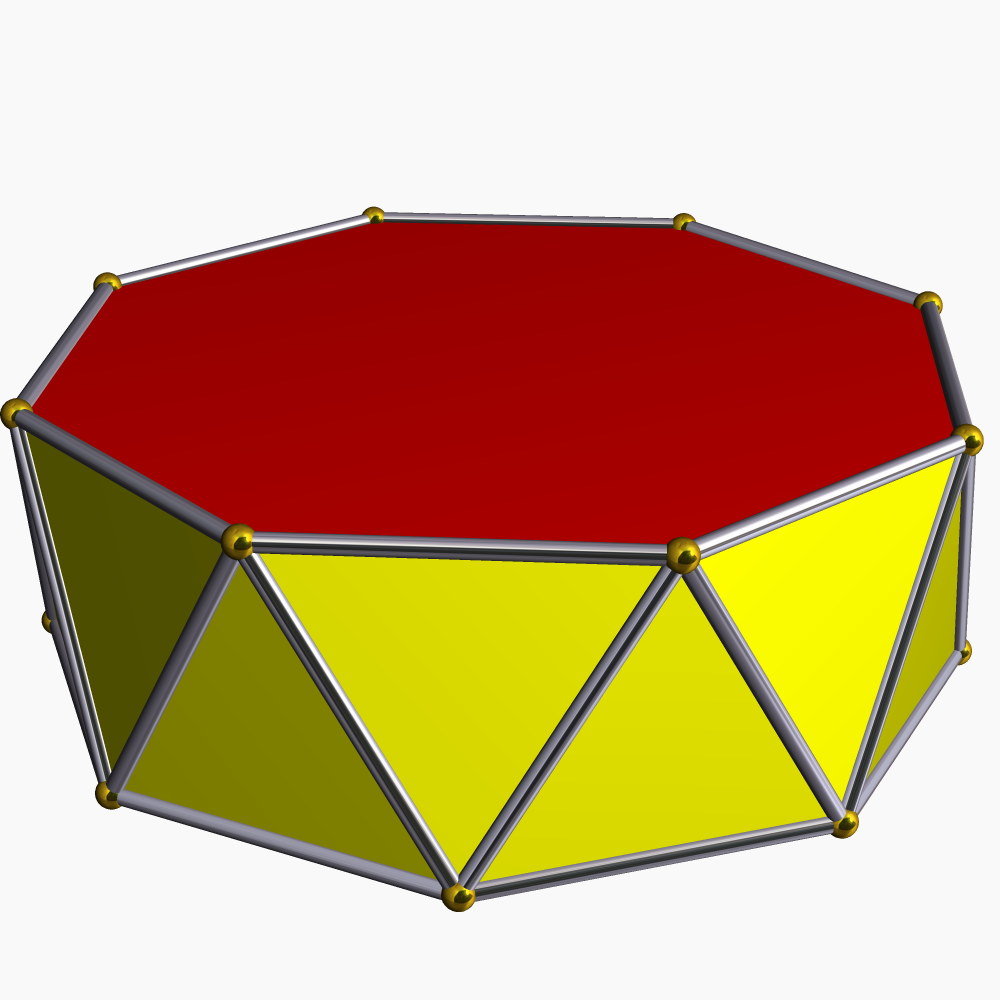
Antiprisme octogonal
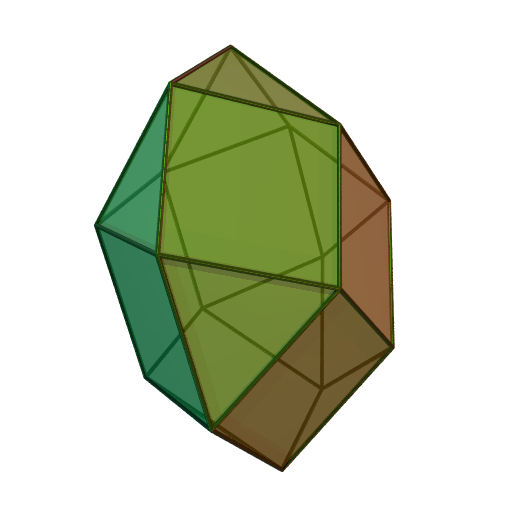
Gyrobicoupole octogonale
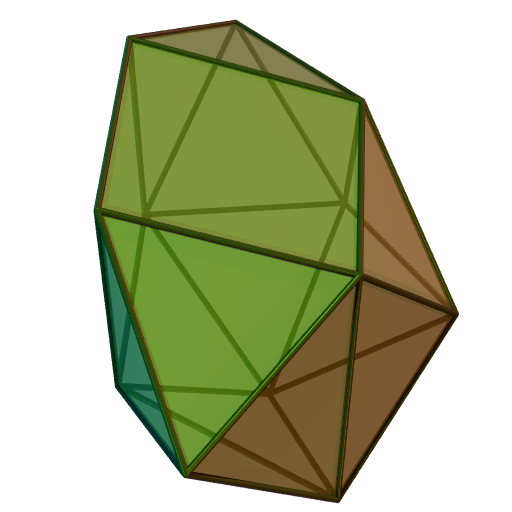
Sphénoméga-couronne